# Le Déserteur (film, 1906)
Pour les articles homonymes, voir Le Déserteur.
Pour plus de détails, voir Fiche technique et Distribution.
Le Déserteur est un film muet français réalisé par Lucien Nonguet, sorti en 1906.

## Fiche technique
- Titre original : Le Déserteur
- Titre anglophone (États-Unis) : The Deserter
- Réalisation : Lucien Nonguet
- Scénario :
- Producteur :
- Société de production : Pathé Frères
- Société de distribution : Pathé Frères
- Pays d'origine :  France
- Langue : film muet avec les intertitres en français
- Métrage : 165 mètres
- Format : Noir et blanc — 35 mm — 1,33:1 — Muet
- Genre : Film dramatique
- Durée : 5 minutes 30
- Dates de sortie : 
  -  France : 1906